# Мотинов, Матвей Васильевич
Матве́й Васи́льевич Мо́тинов (3 [16] ноября 1903, Ростов-на-Дону — ?) — советский партийный и государственный деятель. Председатель Ростовского (1941—1943) и Пензенского (1943—1945) облисполкомов, участник Великой Отечественной войны.

## Биография
Родился в 1903 году в Ростове-на-Дону. Член РКП(б) с 1924 г.
До марта 1941 г. — второй секретарь Ростовского городского комитета ВКП(б),
- 1941—1943 гг. — председатель исполнительного комитета Ростовского областного Совета,
- 1943—1945 гг. — председатель исполнительного комитета Пензенского областного Совета,
- 1949—1954 гг. — председатель Ростовского областного Совета профсоюзов.

## Награды
- Медаль «За оборону Кавказа»
- Медаль «За победу над Германией в Великой Отечественной войне 1941—1945 гг.»